# 二氟乙烯

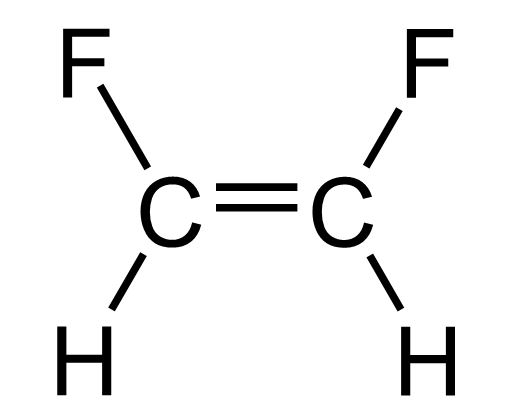
顺-1,2-二氟乙烯

二氟乙烯（英语：Difluoroethene或difluoroethylene）可以指分子式为C2H2F2的有机氯化合物的几种异构形式中的任何一种：
二氟乙烯共存在三种异构体：
- 1,1-二氟乙烯
- 1,2-二氟乙烯（顺式和反式）